# Survivor Series 1991
Survivor Series 1991 è stato il quinto evento annuale prodotto dalla World Wrestling Federation. Si svolse il 27 novembre 1991 alla Joe Louis Arena di Detroit, nel Michigan. Si trattò della prima edizione in assoluto del pay-per-view a prevedere un match singolo uno contro uno, il main event della serata: The Undertaker contro Hulk Hogan per il titolo WWF Championship, l'incontro che venne pubblicizzato come "The Gravest Challenge".

## Conseguenze
A causa del coinvolgimento di Ric Flair negli eventi che portarono alla conquista della cintura di campione mondiale WWF da parte di Undertaker ai danni di Hulk Hogan, venne immediatamente sancito un rematch da disputarsi al pay-per-view This Tuesday in Texas, fissato per il 3 dicembre al Freeman Coliseum di San Antonio (Texas). Il presidente WWF Jack Tunney volle essere presente personalmente a bordo ring in modo da assicurarsi che non vi fossero nuovamente interferenze esterne nel match titolato. Durante l'incontro, infatti, Flair cercò nuovamente di interferire in favore di The Undertaker, ma – in una caotica serie di avvenimenti che videro tramortito lo stesso Tunney – Hogan riuscì a schienare il becchino dopo averlo accecato gettandogli negli occhi la cenere dell'urna cineraria tenuta dal manager Paul Bearer. Nel week-end successivo all'evento, Jack Tunney rese vacante il titolo WWF Championship a causa dei finali controversi che avevano caratterizzato entrambi i confronti tra Hogan e Undertaker, e mise in palio la cintura alla Royal Rumble 1992. Nel frattempo, Hogan e Flair iniziarono a combattere in una serie di match lungamente anticipati sin dalla fine degli anni ottanta.
Segnali di dissenso e di rottura tra i membri dei Rockers Shawn Michaels & Marty Jannetty si erano già manifestati nelle settimane precedenti, e nel corso delle Survivor Series i due litigarono dopo che Jannetty causò involontariamente l'eliminazione di Michaels. Nel corso di una celebre puntata del talk show "Barber Shop" di Brutus "the Barber" Beefcake registrata il 2 dicembre e trasmessa due settimane dopo, la coppia si divise definitivamente quando Michaels scaraventò Jannetty attraverso una vetrata, sancendo così il suo passaggio tra le file degli "heel". All'episodio avrebbe dovuto seguire l'inevitabile feud tra i due, ma Jannetty venne inaspettatamente licenziato nel gennaio '92. I due ex compagni di tag team si sarebbero affrontati in seguito in una serie di match minori nel 1993, quando Jannetty ritornò in WWF. Tuttavia, per Michaels, quanto accaduto al "Barber Shop" avrebbe definitivamente lanciato la sua carriera, e nel corso degli anni novanta e duemila egli sarebbe diventato una delle più grandi superstar nella storia del wrestling mondiale.

## Risultati
| #          | Risultati | Stipulazioni                                     | Durata |
| ---------- | --- | ------------------------------------------------ | ------ |
| Dark match | Chris Chavis ha sconfitto Kato | Single match                                     | 07:44  |
| 1          | Ric Flair, The Mountie, Ted DiBiase e The Warlord (con Mr. Perfect, Jimmy Hart, Sensational Sherri e Harvey Wippleman) hanno sconfitto Roddy Piper, Bret Hart, Virgil e Davey Boy Smith                                  | Four-on-four Survivor Series elimination match   | 22:48  |
| 2          | Sgt. Slaughter, Jim Duggan, The Texas Tornado e Tito Santana hanno sconfitto Col. Mustafa, The Berzerker, Skinner e Hercules (con Mr. Fuji e General Adnan)                                                              | Four-on-four Survivor Series elimination match   | 14:19  |
| 3          | The Undertaker (con Paul Bearer) ha sconfitto Hulk Hogan (c) | Single match per il WWF Championship             | 12:45  |
| 4          | The Nasty Boys (Brian Knobbs e Jerry Sags) e The Beverly Brothers (Beau Beverly e Blake Beverly) hanno sconfitto The Rockers (Shawn Michaels e Marty Jannetty) e The Bushwhackers (Bushwhacker Luke e Bushwhacker Butch) | Four-on-four Survivor Series elimination match   | 23:06  |
| 5          | The Legion of Doom (Hawk e Animal) e Big Boss Man hanno sconfitto The Natural Disasters (Earthquake e Typhoon) e Irwin R. Schyster (con Jimmy Hart)                                                                      | Three-on-three Survivor Series elimination match | 15:21  |

### Match ad eliminazione
1
| Eliminazione N. | Wrestler                                   | Squadra            | Eliminato da | Modalità eliminazione                              | Durata    |
| --------------- | ------------------------------------------ | ------------------ | ------------ | -------------------------------------------------- | --------- |
| 1               | Davey Boy Smith                            | Team Piper         | Ric Flair    | Schienamento                                       | 10:55     |
| 2               | The Warlord                                | Team Flair         | Roddy Piper  | Schienamento dopo un'interferenza da parte di Hart | 17:00     |
| 3               | DiBiase, The Mountie, Hart, Piper & Virgil | Team Piper & Flair | Nessuno      | Squalifica                                         | 22:48     |
| Sopravvissuti:  | Ric Flair                                  | Ric Flair          | Ric Flair    | Ric Flair                                          | Ric Flair |

2
| Eliminazione N. | Wrestler                                        | Squadra                                         | Eliminato da                                    | Modalità eliminazione                           | Durata                                          |
| --------------- | ----------------------------------------------- | ----------------------------------------------- | ----------------------------------------------- | ----------------------------------------------- | ----------------------------------------------- |
| 1               | Col. Mustafa                                    | Team Mustafa                                    | Sgt. Slaughter                                  | Schienamento                                    | 07:57                                           |
| 2               | Hercules                                        | Team Mustafa                                    | Tito Santana                                    | Schienamento                                    | 12:05                                           |
| 3               | Skinner                                         | Team Mustafa                                    | Slaughter                                       | Schienamento                                    | 13:31                                           |
| 4               | The Berzerker                                   | Team Mustafa                                    | Jim Duggan                                      | Schienamento                                    | 14:19                                           |
| Sopravvissuti:  | Duggan, Texas Tornado, Santana & Sgt. Slaughter | Duggan, Texas Tornado, Santana & Sgt. Slaughter | Duggan, Texas Tornado, Santana & Sgt. Slaughter | Duggan, Texas Tornado, Santana & Sgt. Slaughter | Duggan, Texas Tornado, Santana & Sgt. Slaughter |

3
| Eliminazione N. | Wrestler                       | Squadra                          | Eliminato da                   | Modalità eliminazione          | Durata                         |
| --------------- | ------------------------------ | -------------------------------- | ------------------------------ | ------------------------------ | ------------------------------ |
| 1               | Luke                           | Team Rockers/Bushwhackers        | Knobbs                         | Schienamento                   | 05:21                          |
| 2               | Butch                          | Team Rockers/Bushwhackers        | Beau Beverly                   | Schienamento                   | 10:13                          |
| 3               | Beau Beverly                   | Team Nasty Boys/Beverly Brothers | Shawn Michaels                 | Schienamento                   |                                |
| 4               | Shawn Michaels                 | Team Rockers/Bushwhackers        | Knobbs                         | Schienamento                   | 19:41                          |
| 5               | Marty Jannetty                 | Team Rockers/Bushwhackers        | Sags                           | Schienamento                   | 23:06                          |
| Sopravvissuti:  | The Nasty Boys & Blake Beverly | The Nasty Boys & Blake Beverly   | The Nasty Boys & Blake Beverly | The Nasty Boys & Blake Beverly | The Nasty Boys & Blake Beverly |

4
| Eliminazione N. | Wrestler           | Squadra            | Eliminato da       | Modalità eliminazione                                                 | Durata             |
| --------------- | ------------------ | ------------------ | ------------------ | --------------------------------------------------------------------- | ------------------ |
| 1               | Big Boss Man       | Team Big Boss Man  | IRS                | Schienamento                                                          | 06:23              |
| 2               | Typhoon            | Team IRS           | Hawk               | Schienamento                                                          | 09:55              |
| 3               | Earthquake         | Team IRS           | Nessuno            | Conteggio di 10 fuori dal ring mentre scorta Typhoon negli spogliatoi | nd                 |
| 4               | IRS                | Team IRS           | Animal             | Schienamento                                                          | 15:21              |
| Sopravvissuti:  | The Legion of Doom | The Legion of Doom | The Legion of Doom | The Legion of Doom                                                    | The Legion of Doom |